# Angie (Luisiana)
Angie es una villa ubicada en la parroquia de Washington en el estado estadounidense de Luisiana. En el Censo de 2010 tenía una población de 251 habitantes y una densidad poblacional de 62,97 personas por km².

## Geografía
Angie se encuentra ubicada en las coordenadas 30°57′41″N 89°49′16″O / 30.96139, -89.82111. Según la Oficina del Censo de los Estados Unidos, Angie tiene una superficie total de 3.99 km², de la cual 3.97 km² corresponden a tierra firme y (0.45%) 0.02 km² es agua.

## Demografía
Según el censo de 2010, había 251 personas residiendo en Angie. La densidad de población era de 62,97 hab./km². De los 251 habitantes, Angie estaba compuesto por el 68.92% blancos, el 25.9% eran afroamericanos, el 0% eran amerindios, el 0% eran asiáticos, el 0% eran isleños del Pacífico, el 1.2% eran de otras razas y el 3.98% pertenecían a dos o más razas. Del total de la población el 2.79% eran hispanos o latinos de cualquier raza.